# Mino

Mino (美濃市 Mino-shi?) este un municipiu din Japonia, prefectura Gifu.